# John Moyer
John Moyer (30 de noviembre de 1973) es el bajista actual y el segundo vocalista de Disturbed, sustituyendo al anterior bajista de la mencionada banda, Steve Kmak. Moyer también grabó los discos Ten Thousand Fists en 2005, en 2008 el disco Indestructible, en 2010; Asylum, y en 2015; Immortalized. Ahora se encuentra tocando el bajo en el supergrupo de heavy metal llamado Adrenaline Mob.
Él era antes parte de la banda Texana The Union Underground. Antes de su abandono en The Union Underground, él era el bajista de la popular banda Soak de Texas.
Desde enero de 2015, integró uno de los últimos proyectos de Scott Weiland titulado Art of Anarchy junto a Ron "Bumblefoot" Thal, y los gemelos Jon y Vince Votta.
John Moyer tiene una línea de encargo con la compañía de bajos Traben. Él también tiene como costumbre utilizar amplificadores Kustom con su propio diseño impreso en el frente que se asemeja a un cráneo engullido en llamas.

## Discografía
Con Soak
- Omniphonic Globalnova (1995)
- Self-Titled (1997)
- Flywatt (1998)
- 2179 (1999)

Con The Union Underground
- An Education In Rebellion (2000)

Con Disturbed
- Ten Thousand Fists (2005)
- Indestructible (2008)
- Asylum (2010)
- The Lost Children (2011)
- Immortalized (2015)
- Evolution (2018)
- Divisive (2022)

Con Adrenaline Mob
- Omerta (2012)
- Coverta (2013)
- Men of Honor (2014)

Con Art of Anarchy
- Art of Anarchy[2] (2015)
- The Madness (2017)